# Adrian Gaxha
Adrian Gaxha (Macedonisch: Адријан Гаџа) (Skopje, 13 februari 1984) is een zanger uit Noord-Macedonië.

## Biografie
Adrian Gaxha is vooral bekend vanwege zijn deelname aan het Eurovisiesongfestival 2008, in de Servische hoofdstad Belgrado. Hij won de nationale preselectie met het nummer Let me love you, dat hij zong met Tamara Todevska en Vrčak. In Belgrado werden ze uitgeschakeld in de halve finale.
1998: Vlado Janevski · 
2000: XXL · 
2002: Karolina · 
2004: Toše Proeski · 
2005: Martin Vučić · 
2006: Elena Risteska · 
2007: Karolina · 
2008: Tamara, Vrčak & Adrian Gaxha · 
2009: Next Time · 
2010: Gjoko Taneski · 
2011: Vlatko Ilievski · 
2012: Kaliopi · 
2013: Esma & Lozano · 
2014: Tijana Dapčević · 
2015: Danijel Kajmakoski · 
2016: Kaliopi · 
2017: Jana Burčeska · 
2018: Eye Cue · 
2019: Tamara Todevska · 
2021: Vasil · 
2022: Andrea